# Melandrium keiskei
Melandrium keiskei là loài thực vật có hoa thuộc họ Cẩm chướng. Loài này được (Miq.) Ohwi mô tả khoa học đầu tiên năm 1936.